# Arc palato-pharyngien
L’arc palato-pharyngien, ou pilier postérieur du voile du palais, est une structure musculaire de l’oropharynx, formé par le muscle palatopharyngien, protégé par une muqueuse.

## Description
Il forme avec le muscle palatoglosse la loge amygdalienne (ou fosse tonsillaire) où est située la tonsille palatine.